# Попов, Александр Дмитриевич (машиностроитель)
 Александр Дмитриевич Попов  (род. 5 июня 1945, Черновцы) — государственный деятель, генеральный директор Приборостроительного завода Росатома. Лауреат Премии Правительства РФ.

## Биография
Родился 5 июня 1945 года в городе Черновцы Черновицкой области. В 1968 году после окончания Новочеркасского политехнического института направлен в закрытый город Златоуст-36 на Приборостроительный завод, до 1992 года работал помощником мастера, мастером, начальником участка, заместителем начальника цеха, начальником цеха, начальником Производственного отдела, главным инженером предприятия.
В 1992 году назначен техническим директором завода. С 2003 по 2008 годы был генеральным директором предприятия.

## Награды
- Лауреат Премии Правительства РФ (1996 год);
- Заслуженный машиностроитель Российской Федерации (2000 год);
- Орден Знак Почета;
- Медали.